# KMZ TU10
TU10 (ros. ТУ10) – wąskotorowa lokomotywa spalinowa zaprojektowana i produkowana od roku 2010 w rosyjskich Kambarskich Zakładach Mechanicznych (Kambarskij maszynostroitjelnyj zawod, ros. Камбарский машиностроительный завод) dla potrzeb tamtejszych wąskotorowych kolei dziecięcych (pionierskich), przystosowana do pracy na torach o rozstawie szyn 750 mm. Potrzeba stworzenia tej konstrukcji wynikała z wyeksploatowania lokomotyw serii TU2 pracujących na kolejach dziecięcych. Były to, do tej pory, jedyne lokomotywy z dwiema kabinami sterowniczymi - czyli przypominające większość liniowych lokomotyw RŻD. Takie podobieństwo z punktu kolei dziecięcych jest szczególnie ważne, gdyż dla dużej części młodzieży pracującej na tych wąskotorówkach jest to praktyczny wstęp do przyszłej pracy na „dużej kolei”.

## Konstrukcja
Konstrukcja TU10 w znacznym stopniu bazuje na podzespołach i rozwiązaniach technicznych innej lokomotywy, wytwarzanej wcześniej w tych samych zakładach, TU7A w wersji 240-konnej wprowadzonej do produkcji w 2008 roku. 

### Ostoja i pudło
Lokomotywa ma spawaną ostoję opartą za pośrednictwem ośmiu ślizgów na dwóch dwuosiowych wózkach. Zastosowano całkowicie nowe pudło. Pojazd posiada dwie kabiny sterownicze z osobnymi przedsionkami, pomiędzy którymi znajduje się przedział maszynowy. Każdy przedsionek ma dwa wyjścia na zewnątrz. Pochylone ściany czołowe wykonane z tworzyw sztucznych nadają całości nowoczesny wygląd. Stanowisko maszynisty i pomocnika zaprojektowano w taki sposób, aby przypominały rozwiązania spotykane w lokomotywach szerokotorowych. Ergonomiczne pulpity, wentylacja oraz przyczyniający się do obniżenia hałasu układ całego pudła wpływają na polepszenie warunków pracy załogi.

### Układ napędowy
Lokomotywa napędzana jest turbodoładowanym, sześciocylindrowym (w układzie V) silnikiem wysokoprężnym JaMZ 6563.10 (ros. ЯМЗ 6563.10) o mocy 230 KM współpracującym z przekładnią hydromechaniczną typu VOITH DIWA 3E D864, która z kolei połączona jest ze skrzynią redukcyjno-nawrotną o stosunku redukcji przy jeździe do przodu 2,34 i do tyłu 2,33. Skrzynia ta za pomocą wału kardana łączy się ze skrzynią rozdzielczą o przełożeniu 1,43, z której napęd przekazywany jest do wózków lokomotywy także za pomocą wałów kardana. Układ napędowy sterowany jest elektropneumatycznie, posiada elektroniczne monitorowanie i diagnostykę. W przedziale maszynowym zainstalowano system automatycznego wykrywania i gaszenia pożaru. Lokomotywa ma także rejestrator parametrów ruchu typu KLUB-U (ros. КЛУБ-У).

### Układ hamulcowy
Lokomotywa wyposażona jest w zespolony hamulec pneumatyczny systemu Matrosowa. Sterowanie nim odbywa się za pomocą głównego zaworu maszynisty № 394, oraz zaworu pomocniczego № 254-1, przy czym hamowanie pomocnicze działa tylko na jeden wózek lokomotywy (na każdym jest osobny siłownik). Zastosowano dwucylindrową sprężarkę tłokową (jeden stopień kompresji) napędzaną z silnika przekładnią pasową, która przy 2000 obr./min ma wydajność 0,2 m3/min i daje ciśnienie 0,7 MPa.  W lokomotywie został zamontowany zawór rozrządczy № 292М.

## Lista lokomotyw
| Oznaczenie | Rok przyjęcia do służby | stacjonowanie                                                                            |
| ---------- | ----------------------- | ---------------------------------------------------------------------------------------- |
| TU10-001   | 2010                    | Mała Październikowa Kolej (ros. Малая Октябрьская железная дорога)                       |
| TU10-002   | 2010                    | Nowomoskiewska Kolej Dziecięca (ros. Новомосковская детская железная дорога)             |
| TU10-003   | 2010                    | Gorkowska Kolej Dziecięca (ros. Горьковская детская железная дорога)                     |
| TU10-004   | 2010                    | Mała Priwołżska Kolej (ros. Малая Приволжская железная дорога)                           |
| TU10-005   | 2011                    | Jużno-Sachalińska Kolej Dziecięca (ros. Южно-Сахалинская детская железная дорога)        |
| TU10-006   | 2011                    | Mała Zachodnio-Syberyjska Kolej Dziecięca (ros. Малая Западно-Сибирская железная дорога) |
| TU10-007   | 2011                    | Penzeńska Kolej Dziecięca (ros. Пензенская детская железная дорога)                      |
| TU10-010   | 2011                    | Ufimska Kolej Dziecięca (ros. Уфимская детская железная дорога)                          |

## Wady konstrukcji
W trakcie pierwszych jazd TU10-001 stwierdzono niewłaściwe działanie układu hamulcowego - przyczyną okazało się zastosowanie sprężarek o zbyt małej wydajności. Mimo to przy budowie kolejnych egzemplarzy wady tej nie naprawiono.
Problemy pojawiają się także przy eksploatacji przekładni hydromechanicznej, która jest zunifikowana ze stosowaną w autobusach.